# Eleccions municipals de València de 1954
Les eleccions municipals de València de 1954 van ser unes eleccions municipals de València dins del marc de les eleccions municipals espanyoles de 1954, organitzades pel govern del general Franco i celebrades el 21 de novembre de 1954.
En les eleccions s'elegiren 12 regidors, quatre per terç, que substituïrien als regidors elegits en les eleccions de 1948. La presa de possessió dels regidors es realitzà al febrer de 1955.

## Sistema electoral
El sistema electoral durant el règim franquista, d'acord amb la llei de bases de règim local de 1945 va disposar que els regidors (concejales) havien de ser designats per terceres parts (tercios) d'aquesta manera:
1. Per elecció entre els veïns que fossin caps de família (pràcticament tots els homes, i també les dones vídues), cosa que va donar lloc al "terç familiar".
2. Per elecció del Sindicat Vertical del municipi, és a dir el "terç sindical".
3. Per elecció entre les entitats econòmiques, culturals i professionals del municipi, amb una llista de candidats que proposava el governador civil a l'ajuntament, cosa que seria el "terç d'entitats".

Finalment, l'alcalde era nomenat directament pel governador civil com a delegat seu al municipi, totalment al marge del sistema electoral descrit.

## Resultats[2]

### Regidors en representació del Terç Familiar
Només s'especifiquen els regidors elegits. Els resultats es presenten per candidat més votat en la totalitat del municipi i no per districtes, ja que no es disposa d'aquesta informació. Els regidors substituïts d'aquest terç són: Maximiliano Lloret Gómez, Carlos Solís Moreno, Enrique Ravello Montesinos i Bernardo Sancho Gomis.
| Candidats i vots       |     |
| José Barberá Armelles  | ??? |
| Roberto Alarcó Romaní  | ??? |
| Antonio Boluda Guillén | ??? |
| Jaime Piles Estellés   | ??? |

### Regidors en representació del Terç Sindical
Només s'especifiquen els regidors elegits. Els regidors substituïts d'aquest terç són: Ricardo Suárez López-Altamirano, Avelino Faus Pelechano (mort en el càrrec), Manuel Ricart Burgos i José María Gil Escartí.
| Candidats i vots             |     |
| Enrique Casanova Alfonso     | ??? |
| José Grima Martínez          | ??? |
| Vicente Machancoses Esteller | ??? |
| Luis Merelo Más              | ??? |

### Regidors en representació del Terç Corporatiu
Només s'especifiquen els regidors elegits. Els regidors substituïts d'aquest terç són: Eugenio Mata Cornelio, Salvador Roda Soriano, José Gutiérrez Martín (mort en el càrrec) i José Daniel Arnedo Ruiz.
| Candidats i vots           |     |
| Alfonso Franch Miras       | ??? |
| Antonio Llombart Rodríguez | ??? |
| Pedro Ribera Sala          | ??? |
| José Sancho-Tello Báguena  | ??? |